# Witold Gerutto
Witold Gerutto (Harbin, 1º ottobre 1912 – Konstancin-Jeziorna, 13 ottobre 1973) è stato un multiplista, pesista e dirigente sportivo polacco.

## Biografia
Nel 1938 fu medaglia d'argento nel decathlon ai campionati europei di atletica leggera di Parigi e nello stesso anno fu nominato migliore atleta polacco.
Nel 1948 prese parte ai Giochi olimpici di Londra dove si qualificò decimo nel getto del peso e diciannovesimo nel decathlon.
Dal 1967 al 1969 fu presidente della Polski Zwiazek Lekkiej Atletyki, la federazione polacca di atletica leggera. In precedenza, a partire dal 1958 fu membro del comitato tecnico della IAAF e successivamente membro della European Athletic Association.

## Palmarès
| Anno | Manifestazione  | Sede   | Evento         | Risultato | Prestazione | Note |
| ---- | --------------- | ------ | -------------- | --------- | ----------- | ---- |
| 1938 | Europei         | Parigi | Decathlon      | Argento   | 7006 p.     |      |
| 1948 | Giochi olimpici | Londra | Getto del peso | 10º       | 14,37 m     |      |
| 1948 | Giochi olimpici | Londra | Decathlon      | 19º       | 6106 p.     |      |

## Campionati nazionali
- 17 volte campione polacco assoluto (salto in alto, getto del peso, lancio del disco, lancio del giavellotto, decathlon)
- 6 volte campione polacco assoluto indoor